# Grönstjärtad snårsparv
Grönstjärtad snårsparv (Pipilo chlorurus) är en fågel i familjen amerikanska sparvar som häckar i västra Nordamerika.

## Utseende och läte
Grönstjärtad snårsparv är en stor (15,7–18 cm) och långstjärtad sparv med ostreckad undersida. Den har grått på huvud och bröst med kontrasterande vit strupe, rostfärgad hjässa och rätt bjärt grönt på vingar och stjärt. Sången består av en rad korta toner följt av två eller fler drillar, i engelsk litteratur återgiven som "tip seeo see tweeeee chchch". Kontaktlätet är ett nasalt och kort jamande "meewe" medan ett tunt och strävt "zeeresh" hörs i flykten.

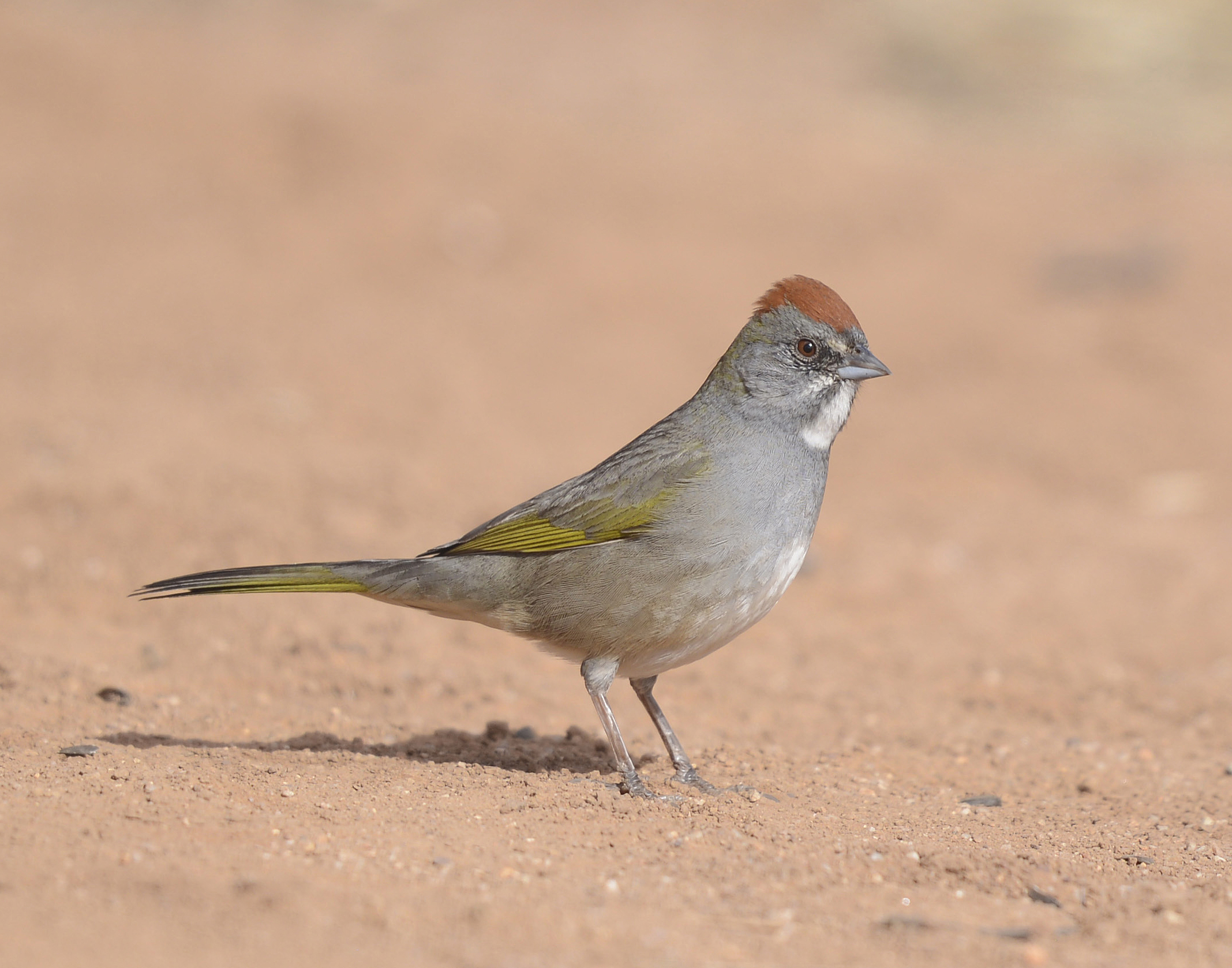

## Utbredning och systematik
Grönstjärtad snårsparv häckar i höglandet i västra USA och flyttar söderut till centrala Mexiko. Den behandlas som monotypisk, det vill säga att den inte delas in i några underarter.

### Familjetillhörighet
Tidigare fördes de amerikanska sparvarna till familjen fältsparvar (Emberizidae) som omfattar liknande arter i Eurasien och Afrika. Flera genetiska studier visar dock att de utgör en distinkt grupp som sannolikt står närmare skogssångare (Parulidae), trupialer (Icteridae) och flera artfattiga familjer endemiska för Karibien.

## Status och hot
Arten har ett stort utbredningsområde och en stor population med stabil utveckling. Den tros inte heller vara utsatt för något substantiellt hot. Utifrån dessa kriterier kategoriserar internationella naturvårdsunionen IUCN arten som livskraftig (LC). Beståndet uppskattas till 4,8 miljoner vuxna individer.